# Dąbrówka Wielka (województwo warmińsko-mazurskie)
Dąbrówka Wielka (dawniej niem. Gross Damerau) – wieś w Polsce położona w województwie warmińsko-mazurskim, w powiecie olsztyńskim, w gminie Dywity. W latach 1975–1998 miejscowość administracyjnie należała do województwa olsztyńskiego.

## Historia
Wieś warmińska, lokowana w 1365 r., kiedy to kapituła warmińska przekazała Kolegiacie Dobromiejskiej 60 włók leśnych celem założenia majątku ziemskiego. W dokumentach zapisywana jako Damerau (1354), Damerow (1382), Damerau i Dombrowka (XIX w.), Dąbrówka, Dąbrowa (okres dwudziestolecia międzywojennego). Nazwa wskazuje, że była założona w dąbrowie.
W wieku XVI wymieniany jest Stanisław Rogala, który uzyskał w 1542 r. nadanie 4 włók od biskupa warmińskiego Jana Dantyszka. Kolejne wzmianki pochodzą z wieku XVIII: w 1789 roku wieś określana była jako "królewska" i liczyła 25 domów. W 1910 r. obszar wsi obejmował 780 ha oraz 79 budynków mieszkalnych. W tym czasie we wsi było 495 mieszkańców, z których 275 było Polakami, a 220 Niemcami. Z kolei według wyników spisu z 1925 r. wieś obejmowała 987 ha, 76 budynków mieszkalnych z 91 rodzinami i 459 mieszkańcami.
W 2014 r. we wsi mieszkały 254 osoby

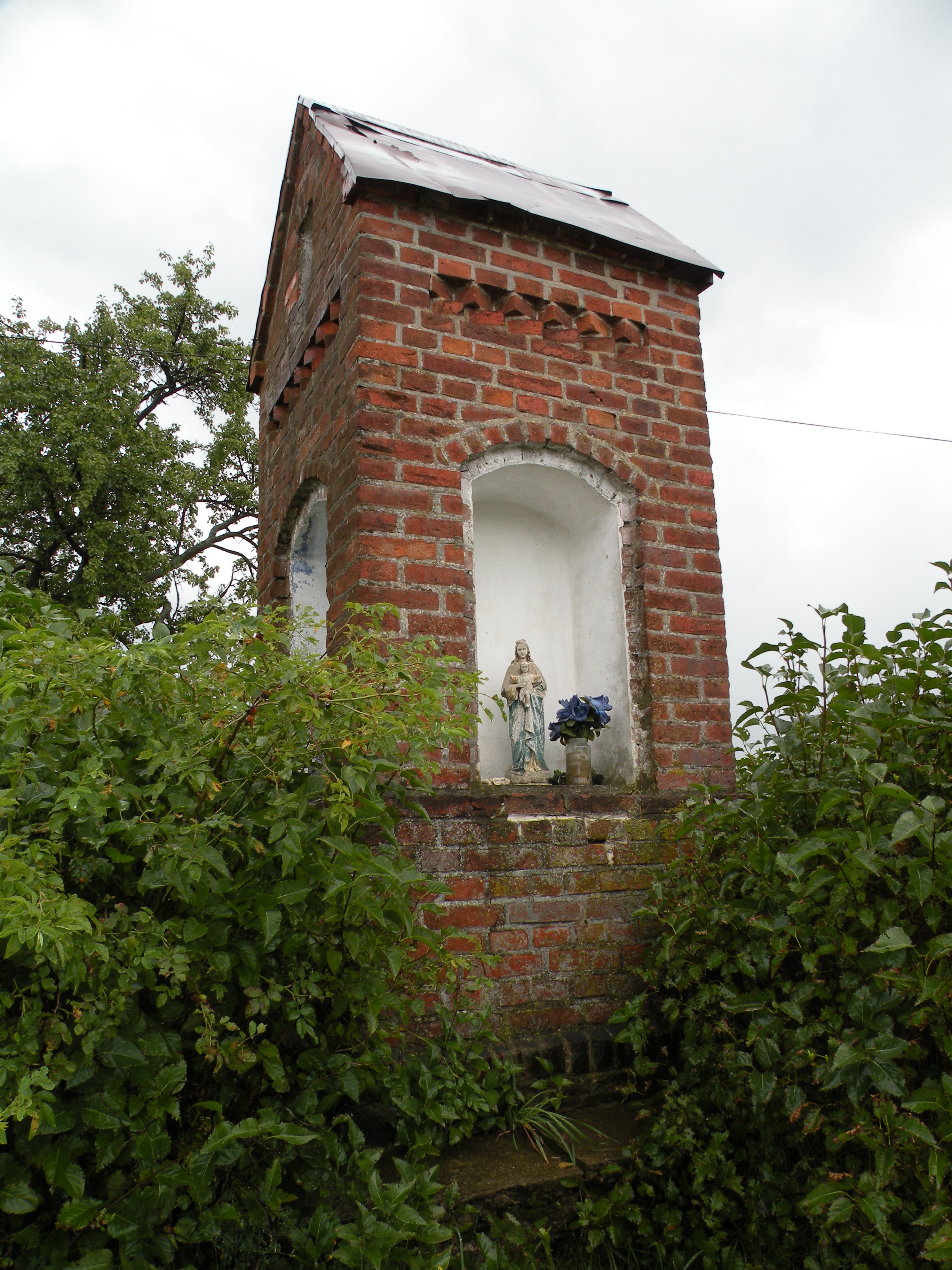
Kapliczka przy wjeździe do wsi
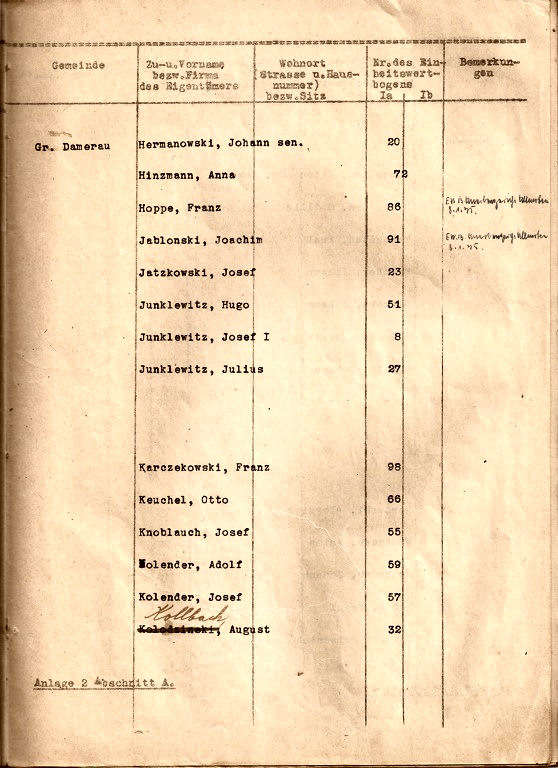
Spis właścicieli i użytkowników działek we wsi Gross Damerau (Dąbrówka Wielka), 1937 rok. (jedna ze stron, widoczna zmiana polsko brzmiącego nazwiska na niemieckie)

## Ludzie związani z miejscowością
- W Dąbrówce Wielkiej od 1978 roku do czasu emigracji do Szwajcarii mieszkał Jacek Karpiński, polski inżynier elektronik i informatyk, twórca pierwszego w Polsce minikomputera – K-202[potrzebny przypis].